# Hans Petter Graver
Hans Petter Graver (* 5. November 1955) ist Professor am Institut für Privatrecht (an der Fakultät für Recht) der Universität Oslo. 
Nach einem Studium an der Universität Oslo wurde er 1986 zum Dr. iur. promoviert. Seine Dissertation trägt den Titel „Den juristskapte virkelighet“ (Die vom Gesetz geschaffene Wirklichkeit). Im Jahr 1993 wurde er zum Professor für Soziologie des Rechts an der Fakultät für Recht berufen. Sein Lehrauftrag liegt im Bereich des Verwaltungsrechts. Er hat zahlreiche Bücher und Artikel geschrieben, u. a. über Verwaltungsrecht, Rechtssoziologie, Rechtsgeschichte, Rechtstheorie, Argumentation und Rhetorik.
Graver war von 2019 bis 2021 Präsident der Norwegischen Akademie der Wissenschaften. Er bekam Ehrendoktorwürden der Universität Helsinki (2010), der Universität Heidelberg (2017) und der Universität Uppsala (2019). Er ist Ehrenmitglied der Rechtsgesellschaft von Finnland. 2022 wurde Graver zum Mitglied der Academia Europaea gewählt.